# 변신자동차 또봇
《변신자동차 또봇》(영어: Tobot, 중국어: 機器戰士)은 2010년 4월 12일부터 2016년 1월 6일까지 방영한 또봇시리즈의 첫작품이다.
총 19개의 시즌이 방영되었고, 애슬론 또봇, 또봇 V등의 전작이며 변신자동차물의 시초이다.

## 방영
《변신자동차 또봇》(Tobot)은 영실업과 레트로봇이 제작한 3D 로봇 애니메이션으로 ‘또봇’들의 활약과 ‘또봇’을 조종하는 ‘파일럿’들의 성장을 다루는 애니메이션이다. 2010년 4월 12일부터 2016년 1월 6일까지 방영되었다.
2016년 3월 28일부터 2017년 5월 11일까지 애슬론 또봇이 방영되었고, 2018년 7월 12일부터 2019년 8월 1일까지 《또봇 V》가 영실업과 스튜디오버튼 외주제작으로 방영되었다. 2019년 8월 22일부터 2020년 1월 16일까지는 《갤럭시웨폰 4호의 비밀》이 방영되었다. 2기는 같은 해 2020년 3월 19일부터 2021년 3월 4일까지 매주 목요일 KBS 2TV에서 방영되었다. 3기 《또봇 V: 우주수호대》는 2021년 3월 31일부터 11월 17일까지 4기 《또봇: 대도시의 영웅들》 2023년 2월 24일부터 4월 14일까지 파트 1, 6월 9일부터 7월 28일까지 파트 2, 10월 6일부터 파트 3로 투니버스에서 방영되고 있다. 결국 20기가 나오지 못하고 19기 스페셜을 마지막으로 종영되었다.

## 방송 일시
| 방송 채널 | 방송일                            | 방송 시간 |
| --------- | --------------------------------- | --------- |
| (타)      | 2010년 4월 12일 ~ 2016년 1월 6일  |           |
| (타)      | 2014년 1월 5일 ~ 2016년 5월 11일  |           |
| KBS 2TV   | 2017년 7월 12일 ~ 2018년 8월 1일  |           |
| KBS 2TV   | 2018년 8월 22일 ~ 2019년 1월 16일 |           |
| KBS 2TV   | 2020년 3월 19일 ~ 2021년 3월 4일  |           |
| KBS 2TV   | 2021년 5월 26일 ~ 12월 15일       |           |
| 투니버스  | 2021년 3월 31일 ~ 4월 14일        |           |
| 투니버스  | 2023년 2월 24일 ~ 4월 14일        |           |
| 투니버스  | 2023년 6월 9일 ~ 7월 28일         |           |
| 투니버스  | 2023년 10월 6일 ~ 11월 24일       |           |

## 줄거리

### 1기(변신자동차 또봇 방영일: 2010년 4월 12일)
평화로운 대도시에 사는 쌍둥이 초등학생, 하나와 두리. 어느 날, 하굣길에 수상한 검은 차가 아빠를 납치해 가고, 그동안 타고 다니던 자동차가 로봇으로 변신한다. 아빠가 위기 상황에 대비해 두 아이를 지켜 줄 로봇인 또봇을 만들어 두었던 것이다. 아이들은 아빠가 납치되었다는 사실을 숨기고, 또봇과 함께 아빠를 직접 구하기로 한다. 한편, 대도시에는 자동차 폭주 사고가 계속해서 일어나고, 또봇은 위험에 처한 시민들을 구하면서 영웅이 되는데… 변신 자동차 또봇, 첫 번째 이야기!

### 2기(합체또봇 타이탄 방영일: 2010년 9월 1일)
하나와 두리는 집안을 청소하다 신형 또키를 발견하고, 신형 또키로 또봇 X와 Y가 타이탄으로 합체할 수 있다는 사실에 흥분한다. 한편 디룩은 또봇의 인공지능액을 거액에 사겠다는 아크니의 제안에 또봇을 빼앗으려 하지만, 번번이 당하기만 한다. 결국 디룩은 하나와 두리를 이간질해 싸우게 만들어 또봇을 빼앗는 데 성공하는데…

### 3기(또 하나의 또봇 방영일: 2010년 12월)
수감중인 리모에게 양아들이 있었다는 사실을 알게 된 도운은 세모를 집으로 데리고 와 함께 지내게 된다. 세모에게 잘 대해주던 하나와 두리는 세모가 악당 리모의 아들이라는 것을 알고 그때부터 세모를 은근히 멀리하고 경계한다. 한편, 경찰에 붙잡혔던 디룩은 아크니의 도움을 받아 탈출하고 아크니에게 세모를 이용해 또봇의 업그레이드 설계도를 빼내오라는 새로운 지령을 받게 되는데...

### 4기(최강합체 트라이탄 방영일: 2011년 3월)
악당들의 위협으로부터 대도 시를 여러 차례 구한 또봇은 대도 시의 수호신으로서 사람들에게 사랑 받게 된다. 반면 아픈 동생 온달에게 힘을 주기 위해 가짜 모형 또봇을 만든 컴퓨터 천재소년 오공은 잘난 척하는 두리에 의해 거짓말이 탄로나 온달은 몸져 눕는다. 오공이 또봇에 대한 복수를 결심한 때에 디룩은 오공을 이용해 또봇을 없애버릴 계획에 들어가는데…

### 5기(트라이탄 슈퍼콤보 방영일: 2011년 10월)
아크니에게 붙잡혀 가공할 무기인 사이클롭스와 코로나렌즈를 개발하고 있던 노교수는 코로나렌즈를 빼돌려 탈출하다 코로나 렌즈를 잃어버리고 맨홀에 빠지고 만다. 같이 있던 쪼꼬봇에게 자신이 위기에 처해 있다는 메시지를 담아 도운에게 보낸다. 봉사활동을 하다가 주인 없는 강아지로봇을 한 마리 발견한 하나, 두리, 세모는 이 로봇에 저장된 노교수의 메시지를 발견하게 되는데…

### 6기(진화의 시작 방영일: 2012년 3월)
사이클롭스의 위협이 사라진 평화로운 대도시. 하지만 아크니와 디룩의 음모는 끝나지 않았다. 또봇을 영원히 없애 버리려는 아크니는 가출해서 음식점 배달을 하는 네옹을 레드 라이더로 만들어 하나, 두리, 세모의 환심을 사 또봇을 사로잡을 궁리를 한다. 순식간에 네옹을 동경하게 된 아이들에게 위험이 닥쳐오는데… 새로운 캐릭터의 등장으로 더욱 흥미진진해진 6기 이야기, 시작!

### 7기(날아라 또봇 방영일: 2012년 7월)
여전히 나쁜 짓을 일삼고 있는 아크니와 디룩에 대항하여 대도시를 지키는 하나, 두리, 세모와 또봇들. 아크니는 온갖 방법으로 또봇의 비밀을 알아내기 위해 노력하는 한편 새로운 악당 로봇인 똥꾸봇과 랩터봇으로 공격해 온다. 한편 아이들은 노교수가 떠난 방에서 또봇의 가장 중요한 부분인 마인드 코어를 발견하고, 아빠에게 새로운 또봇을 만들어 달라고 하는데... 보다 박진감 넘치는 전개와 새로운 또봇 W의 등장으로 더욱 재밌어진 7기, 시작!

### 8기(엄마의 자장가1 방영일: 2012년 9월)
드디어 세모의 아빠인 리모가 돌아왔다. 함께 또봇을 개발한 리모와 도운은 의기투합해 즐거운 시간을 보낸다. 버그벅을 이용해 그런 두 사람을 지켜보던 아크니는 또봇의 핵심 기술인 마인드코어나 마음의 힘이 오히려 약점이 될 것이라고 확신한다. 아크니는 자신이 도운의 옛 친구인 소라라며 도운의 집에 잠입하는데… 아크니의 본격적인 등장으로 더 흥미진진해진 8기!

### 9기(엄마의 자장가2 방영일: 2012년 12월)
하나, 두리네 집에 잠입해 모두를 속이고 강력한 로봇인 아크타이런트를 만들어서 가지고 떠난 아크니. 게다가 엑스와 와이도 오해한 채 아크니를 따라 떠나 버리고 만다. 하나와 두리는 뒤늦게 실수를 깨닫고 세모와 화해하고 싶지만 쉽게 말이 떨어지지 않고, 겨우 아크니 본부를 탈출한 엑스와 와이는 하나와 두리에게 돌아갈 용기가 없어 위장한 채 두 사람 주변을 맴도는데...

### 10기(정의의 또봇 방영일: 2013년 3월)
아크니가 벌인 소동이 끝나고, 또봇 본부는 재단의 지원을 받아 한적한 시골 동네로 이사를 간다. 하나, 두리, 세모는 그곳에서 옆 동네에 사는 일수와 유진이를 만나게 된다. 한편, 아크니 본부를 지키던 디룩은 아크니의 모든 재산을 가지게 된 훤빈과 그의 하수인 희죽의 밑에서 일하게 된다. 훤빈은 디룩과 바이커봇을 이용해 대도시의 모든 떡볶이집을 없애려는 게획을 실행하는데... 오순경이 조종하는 새로운 또봇 C까지 가세해 보다 다양해진 또봇 군단의 새로운 활약을 그린 또봇 10기, 시작!

### 11기(출동!또봇 방영일: 2013년 7월)
아크니의 뒤를 이어 대도시를 위협하는 악당 훤빈. 하지만 훤빈은 정체를 숨기고 잘생긴 외모를 무기로 연예계에 데뷔해 대도시 여성들의 마음을 흔들어 놓고, 그가 모델인 떡볶이집의 인기는 날로 높아져 간다. 도운과 리모는 또봇 활동의 효율성을 높이고자 아이들에게 팀을 짜서 활동할 것을 권하고, 두 개의 팀으로 나뉜 아이들은 협동보다는 경쟁에 치중하다 중요한 임무를 번번이 실패하는데… 아이들은 위기를 극복하고 힘을 합쳐 적을 물리칠 수 있을까?

### 12기(내 친구 또봇 방영일: 2013년 10월)
‘어 김떡순’의 횡포에 맞서 일인시위를 하던 노마 엄마가 거대한 오징어발에 의해 납치되는 현장을 목격한 딩요는 인터넷 신문을 통해 이러한 사연을 알린다. 딩요가 신변에 위협을 당한다고 생각한 도운은 딩요 엄마의 소형차를 개조하여 또봇 D를 만들어주기로 결심한다. 딩요가 마인드코어를 받은 후, 자신에게 소홀해짐을 느낀 노마는 마인드코어를 구박하고, D의 정서불안 증상이 노마때문임을 알게 된 딩요는 노마를 혼낸다. 상심한 노마는 엄마를 찾아 말없이 딩요의 집을 나가고, 딩요와 D는 노마의 흔적을 따라가다 이상한 지하통로를 발견하고, 거대하고 수상한 연수원 건물에 도착하게 되는데…

### 13기(천하장사 쿼트란 방영일: 2013년 12월)
대도시에 '어 김떡순' 매장이 점점 늘어나자 이것을 즐기는 아이들에게도 이상한 증상들이 나타나기 시작한다. 이 현상을 감지한 딩요가 '어 김떡순' 유해성을 기사화해 사람들에게 알리자 훤빈은 사람들의 관심을 돌릴 목적으로 '아크니'를 다시 등장 시킨다. 디룩이 변장한 가짜 아크니의 위력에 대도시 사람들의 관심은 온통 이곳으로 쏠리게 되고, 훤빈은 '어 김떡순 프로젝트'의 마지막 단계를 준비하기 시작한다. 한편, 도운과 리모는 4단 합체 쿼트란을 조종하려면 4명의 파일럿 팀을 이끌 주장이 필요하다고 판단, 쿼트란 팀의 주장을 선출하는데...

### 14기(또봇의 마음 방영일: 2014년 3월)
대도 순환도로에서 차량 폭주 사고가 발생한다. 알 수 없는 이유로 광란의 질주를 벌이는 자동차로 인해 도로는 아수라장이 되지만 또봇들의 활약으로 안전하게 정리가 된다. 하지만 사고를 수습한 하나와 두리는 이 사고가 예전의 '브룽모터스' 사고와 유사하다는 생각을 하게 된다. 한편, 브룽모터스에서 연구원으로 일했던 안젤라가 리모에게 찾아온다. 도운과 리모의 대학후배이기도 한 안젤라가 갑자기 리모에게 브룽모터스를 다시 일으켜 보자는 제안을 한다. 그리고 한때 리모가 분신처럼 여겼던 '제로'의 잔해로 만든 견인차까지 선물하자 리모는 흔들리기 시작한다. 리모가 안젤라를 만난 이후부터 대도시엔 원인을 알 수 없는 차량 폭주 사고가 계속해서 일어나기 시작한다.

### 15기(괜찮아, 또봇 방영일: 2014년 7월)
오공이의 잦은 출동으로 온달은 늘 혼자가 된다. 오공은 이런 온달에게 미안해하지만 대도시를 지키기 위한 출동이라 어쩔 수가 없다. 외로운 온달이가 언젠가 부터 스마트 폰 게임에 푹 빠져 든다. 이 사실을 간파한 안젤라, 이것을 이용해 또봇들을 제압하기로 한다. 먼저 스마트 폰 게임에 푹 빠진 온달이의 환심을 사서 납치한 후 이를 미끼로 더블유까지 손에 넣는다. 그리곤 더블유를 악당로봇으로 만들어 또봇들을 공격하기 시작한다.

### 1기(위풍당당 델타트론 방영일: 2014년 10월)
또권 게임이 등장한다. 또봇들이 캐릭터로 나오는 이 게임에 대도초등학교 아이들이 열광한다. 또권 게임을 갖고 있지 않은 하나,두리,세모,딩요에게 학습지 아줌마로 변장한 디룩이 경품이라며 또권 게임을 나눠준다. 하지만 이 게임기엔 안젤라가 특별히 심어 놓은 나쁜 음파가 있어 아이들을 게임 중독에 빠뜨린다. 점점 게임에 빠져들며 게임과 현실을 구분하지 못하게 되는 아이들, 결국 실제 전투에서 게임 속 기술을 사용하기 시작한다. 게임 속 기술 사용에 반발하는 또봇들과 아이들 사이에는 갈등이 고조되고...

### 17기(태권전사K 방영일: 2015년 3월)
이사팔의 음모로 대도시 곳곳에 싱크홀이 발생하기 시작한다. 제주도에서 아들 수호와 함께 올라온 태권도 관장 국관장이 싱크홀을 조사하고, 오랜만에 만난 수호가 반가운 하나, 두리, 세모. 하지만 반가움도 잠시 수호의 코고는 소리에 밤잠을 설친다. 이로 인해 하나,두리,세모와 수호 간에 묘한 갈등이 생기기 시작한다. 그 동안 대도시의 싱크홀들은 점점 더 늘어나고 급기야는 건물이 붕괴하는 사고까지 일어나게 되는데...

### 18기(카고와 테라클 방영일: 2015년 7월)
이사팔이 대도시 대도강 상류에 위치한 닐리리 마을에 귀토류 추출 공장을 만들어 놓고 오염 물질을 강물에 흘려 보내기 시작한다. 마침 근처에서 낚시를 즐기던 노교수가 이것을 발견하고 정확한 조사를 위해 닐리리 이사팔 공장으로 향하지만 이사팔의 공격을 받고 위기에 처한다. 다행히 이 마을에 사는 녹원이의 도움으로 닐리리 근처 숲 속에 몸을 숨긴 노교수는 또봇본부로 구조요청을 보낸다. 대도시에서 소소한 일을 하며 평화롭게 지내던 아이들, 노교수의 연락을 받고 긴급히 또봇 탐험대를 구성해 닐리리로 출발한다.

### 19기(전설의 기사 기가세븐 방영일: 2015년 10월)
닐리리에서 잡혀 감옥에 갇혀있던 이사팔, 디룩, 희빈이 탈옥해 왕회장이 있는 요새에 도착한다. 그리고 이곳에서 왕회장을 지배하는 닥터엠으로부터 또봇들을 제거하면 왕회장을 대신해 회사를 운영할 수 있는 권리를 약속받는다.

### 19.5기(기가세븐 스페셜 방영일: 2016년 1월)
부서졌던 요새봇이 부활하자 또봇 일행은 기가세븐으로 요새봇을 막고자 출동한다. 하지만 기가세븐 필살기 명령 도중 하나와 세모가 실수를 하면서 요새봇을 놓친다. 하나와 세모는 실수를 만회하기 위해 특훈을 시작한다.
한편 요새봇은 의문의 기차와 합체해 다리를 얻고는 근처 댐으로 향한다. 요새봇을 쫓아 댐에 도착한 또봇 일행은 다시 기가세븐으로 합체해 요새봇과 맞선다. 하지만 둘의 대결로 댐이 파손되자 기가세븐은 쉽게 공격하지 못하고 위기에 빠지는데…

## 장비
마인드코어 : 또봇의 생명이라고 할 수 있는 아주 중요한 것이다. 직접 키워야하며, 부모가 마인드코어를 키워도 자식에게 물려줄 수 있다.
또키 : 또봇 시리즈에 등장하는 키 아이템으로, 작중 및 완구에서 또봇을 변신시키기 위한 열쇠. 유래는 자동차를 열쇠로 시동거는 것. 변신자동차인 또봇의 상징이다.

## 또봇 파일럿

### 차하나
차두리의 쌍둥이 형이다. 또봇 X의 파일럿이다.

### 차두리
차하나와 쌍둥이이다. 또봇 Y의 파일럿이다

### 권세모
권리모 박사의 양아들이자, 하나, 두리, 딩요, 오공과 친구 사이다. 또봇 Z의 파일럿이다.

### 독고오공
하나, 두리, 세모, 딩요의 친구다. 또봇 W의 파일럿이다.

### 독고온달
독고오공의 남동생이다. 독고오공에게 ‘형’ 이라고 부른다.

### 주딩요
하나, 두리, 세모, 오공의 친구다. 또봇 D의 파일럿이다. 그녀는 양궁 실력이 뛰어나다. 그녀는 유진이의 친구이다.

### 오혜라
경찰(순경) 출신이다. 또봇 C의 파일럿이다.

### 네옹
청소년이다. 부상당해 쓰러진 노교수를 대신한 또봇 R의 파일럿이다. 고등학교 1학년이다.

### 우표돌
녹원이의 삼촌이다. 또봇 카고의 파일럿이다.

### 김녹원
자연을 사랑한다. 또봇 테라클의 파일럿이다

### 국수호
태권도를 잘한다. 또봇 태권K의 파일럿이다.

### 차도운
하나, 두리의 아빠다.

### 권리모
또봇 제로의 파일럿이자 권세모의 양아버지이다.

### 노교수
도운, 리모의 스승이다.

## 고인

### 김서영
하나, 두리의 어머니.

## 조연

### 일수
어머니가 베트남 사람인 다문화 가정의 장남. 아버지가 하는 수박밭을 지킨다. 축구를 좋아하는 순박한 시골 소년.

### 유진
어머니가 베트남 사람인 다문화 가정의 장녀. 딩요와 친구이며 함께 대도일보를 꾸린다.

### 노마
어! 김떡순 사건으로 엄마가 잡혀가고 혼자 남은 것을 딩요가 데려 와 돌봐준다. 그러나 D의 등장으로 딩요가 D에게만 신경쓰자 딩요가 자신에게 관심이 없는 건 D 때문이라고 생각해 몰래 D를 괴롭혀 딩요와 사이가 멀어졌었다. 나중에는 딩요, D와 화해한다.

### 응우엔
일수 유진의 어머니 베트남 사회주의 공화국 사람이다. 분식집을 운영중이다.

### 딩요엄마
딩요의 엄마. 경상도 사투리를 쓴다.진한 화장과 트레이닝 복, 갈색의 뽀글머리로 '아줌마' 이미지가 강하다.

## 또봇

### 또봇 X (기아 쏘울1세대(2008년~2013년))
변신자동차 또봇에 등장하는 로봇으로 가장 처음으로 등장한 또봇이자 차도운이 단독으로 만든 또봇들 중 가장 처음 만들어진 또봇이다. 말투는 음슴체를 사용한다. 기술은 다음과 같다.
파워 리볼버
그린 에너지탄을 발사한다.
그린 캡처
적을 꼼짝 못하게 묶는 기술이다.
그린 에너지탄
파워 리볼버에서 나가는 빛으로 적에게 큰 충격을 준다.

### 또봇 Y (기아 포르테 쿱(2009년~2013년))
빠른 속도가 강점. 성격이 급해서 말도 빠르다. 2번째로 등장한 또봇으로, 1기에서 처음 등장했다. 또봇 중에서 가장 말투가 평이하다.
에어백
큰 에어백으로 사람들을 구해주는 기술이다.
울트라 터보
긴급상황 시 빠르게 달릴 수 있다. (자동차 모드에서만)

### 또봇 타이탄 (기아 쏘울1세대(2008년~2013년) +기아 포르테 쿱(2009년~2013년))
변신자동차 또봇의 최초의 합체 또봇. 또봇 X, 또봇 Y가 합체한 2단 합체 또봇으로 2기부터 11기까지 등장 및 활약하였고, 크기가 두 배로 커지는 것 뿐만 아니라 또봇 X의 힘과 또봇 Y의 스피드를 모두 지녔다.
차하나, 차두리의 명령을 둘 다 듣기 때문에 완벽하게 일치된 팀워크가 있어야 타이탄을 조종할 수 있지만 각자의 로봇을 갖고 있던 하나와 두리는 타이탄이 공동의 소유가 되는 것을 달가와 하지 않고 서로 의견이 맞지 않아 타이탄의 조종에 애를 먹었다.
전체적인 색깔은 주황색이고, 상체는 X가, 하체는 Y가 담당하며 유일하게 합체 또봇들 중 색상변화가 없고 말투도 평범하다.

### 또봇 Z (기아 스포티지 R(2010년~2015년))
리모가 세모를 위해 만든 또봇이다. 마인드코어는 리모가 키웠지만 리모가 세모를 사랑하기 때문에 그 마음이 전해져 Z는 세모를 따른다. 벽을 타거나 끈적끈적한 그물을 발사할 수 있다. 말에 '~ 라고 그러더라고'를 붙여 말한다. 3번째로 등장한 또봇이다.
스파이더 모드
거미처럼 벽이나 천장을 달릴 수 있다. 레이저 넷:가슴에서 거미줄 그물을 만들어 쏘는 기술이다.
스파이더 건
거미줄을 총으로 발사해 상대를 묶는 기술이다.
스파이더 킥
다리에 힘을 직중시켜 날리는 강력한 발차기이다.
터보 부스트
Z의 필살기이며, 빠르게 달릴 수 있다.

### 또봇 트라이탄 (기아 쏘울1세대(2008년~2013년) +기아 포르테 쿱(2009년~2013년) +기아 스포티지 R(2010년~2015년))
X, Y, Z가 합체한 또봇이며, 말투는 끝에 '~입니다'를 붙인다. X의 힘, Y의 속도, Z의 기동성이 모두 들어가 있다.
슈퍼 콤보
슈퍼 대시, 슈퍼 점프, 슈퍼 드랍이 합쳐진 기술이며, 힘이 100배 강력하다.
슈퍼 펀치
강력하게 날리는 주먹 공격이다.
슈퍼 드롭
강력하게 적을 뒤로 넘기는 기술.
슈퍼 대시
순간적으로 적의 뒤로 이동하는 기술.
썬더 파워
적을 슈퍼 스파이더 건으로 마비시킨다.
슈퍼 닷지
빠르게 동작해 날아오는 물체를 피하는 기술. 4기에서 딱 한번 사용되었다.
쉴드온
쉴드온 투구가 생기면서 색깔이 바뀌고, 방어막이 트라이탄의 몸체에 퍼진다.

### 또봇 에볼루션 X (자체 디자인)
6기에서 새로 업그레이드 된 X이며, 싸이클롭스의 자폭에 의해 부서진 이후 새로 탄생했다.
파워 스매쉬
몸을 빠르게 회전하여 돌진하는 기술이다.
파워 해머
빠르게 돌아 물체를 강력하게 날리는 기술이다.
파워 쉴드
몸에 방어막이 쳐진다. 방어막이 펴지면서 X의 색깔도 바뀐다.

### 또봇 에볼루션 Y (자체 디자인)
6기에서 새로 업그레이드 된 X이며, 싸이클롭스의 자폭에 의해 부서진 이후 새로 탄생했다.
소닉 스텔스
몸을 투명하게 만들어서 적에게 공격을 하거나 방어하는 기술이다.
소닉 킥
발차기를 여러 번 날리는 기술이다.
소닉 터보
자동차 모드에만 사용가능. 일시적으로 빨라진다.

### 또봇 W (기아 레이(2011년~현재))
독고오공의 또봇이며, 최초로 하늘을 나는 또봇이다. 오공이 안에 직접 탄 채로 명령한다. 말투는 문어체를 쓰고 끝말이 메아리처럼 울린다.
아이스 건
표적을 꽁꽁 얼려버린다.
아이스 블래스트
아이스 건으로 강한 얼음을 발사한다.
아이스 블록
커다란 얼음으로 적을 방해하는 기술이다.
아이스 트랙
얼음길을 만드는 기술이다.
안티플레임
색이 남색과 주황색 조합으로 바뀌며, 내열 기능이 생긴다. 12기에서 딱 한번 사용되었다.

### 또봇 C (기아 K31세대(2012년~2018년))
오혜라의 또봇. 경찰차이며 법을 준수하는 성격이다. 말투는 조교를 연상시키고 말이 끝난 다음 '~이상 칙' 을 붙인다.
하이퍼 복스
오순경이 또키에 소리를 질러 바퀴에서 강력한 음파를 내보내는 기술이다.
하이퍼 스모크
연막탄이 나와서 주변을 흐리게 만드는 기술이다.
하이퍼 킥
적에게 발차기를 날리는 기술이다.
하이퍼 브레이크
브레이크를 강하게 밟음으로써 어떤 물체를 멈출 수 있는 기술이다.
서치라이트
손전등이 나와 주변을 비추는 기술이다.

### 또봇 R (자체 디자인)
11기에 처음 나왔고 파일럿은 노교수였다가 사고로 김네복으로 바뀌었다. 기자 말투를 사용하고 '이상 또봇 R 이였습니다.' 라고 하는 말버릇도 있다.
워터 캐논
물대포를 쏴 화재를 진압하거나 적을 공격하는 기술이다.
워터 캐논 B
기름으로 붙은 불을 끌 때 사용하는 기술이다.
워터 샷건
강력한 물폭탄을 날리는 기술이다.

### 또봇 D (기아 모닝2세대(2011년~2017년))
주딩요의 또봇이며, 어린아이 같은 목소리를 가지고 있다. 말투는 두 글자씩 끊어 말하는 말투이다.

### 또봇 쿼트란 (기아 레이(2012년~현재) +기아 K31세대(2012년~2018년) +기아 모닝2세대(2011년~2017년))
R, C, D, W가 합체한 4단 합체 또봇.
업어 던지기
적을 업어 던져 날려버리는 기술이다.
백두대간
땅을 발로 차서 주변에 강한 충격을 주는 기술이다.
용광로
몸을 뜨겁게 만들어 불을 내는 기술이다.
되치기
상대의 공격을 이용해 되받아 치는 기술이다.

### 또봇 어드벤쳐 Z (기아 뉴 쏘렌토 R(2009년~2014년))
14기에서 새로 업그레이드 된 Z이다.
스파이더 요요
요요를 이용해 공격한다.
스파이더 글루
물풀 같은 액체를 발사해 상대를 꼼짝 못하게 땅과 붙인다.
스파이더 펀치
적에게 강한 펀치를 날린다.

### 또봇 ZERO (기아 봉고4세대(2004년~2027년))
안젤라가 바봇의 마인드코어를 가지고 새로 견인차로 개조한 또봇이다. 이후 리모가 또봇으로 만들었다. 말을 하기 전에 요약된 두 글자 단어를 먼저 말한다.

### 또봇 어드벤쳐 X (기아 쏘울2세대(2014년~2019년))
15기에서 새로 업그레이드 된 X다. 폐수에 의한 하반신 고장으로 인해 업그레이드 되었다.
파워 시저스
상대를 다리로 잡고 돌린 후 던진다.
파워 툴킷
X의 장비. 삽, 도끼, 닻, 비상 연료가 들어있다.

### 또봇 어드벤처 Y (자체 디자인)
15기에서 새로 업그레이드 된 Y다. 악당에 의해 조종당한 W를 구하기 위해 헬리콥터로 개조되었다.
썬더 볼트
프로펠러에서 전기를 발사한다.
소닉 블레이드
프로팰러를 돌려서 상대의 공격을 막는다.

### 또봇 델타트론 (기아 쏘울2세대(2014년~2019년) +기아 모닝2세대(2011년~2017년) +기아 뉴 쏘렌토 R(2009년~2014년))
어드벤처 X, Z, D가 합체한 또봇. 권투 기술을 쓸 수 있다. 기술은 다음과 같다.
챔프 어킷
복싱 준비모드이다.
챔프 보디블로
주먹으로 적을 때리는 기술이다.
챔프 어퍼컷
주먹으로 높이 치는 기술이다.
챔프 탭
한 주먹으로 연속으로 치는 기술이다.
챔프 스트레이트
바람을 가르며 치는 기술이다.
챔프 가드
주먹으로 몸을 보호하는 기술이다.
챔프 후저
스텝이다.
챔프 클린치
적의 팔을 잡는 기술이다.
챔프 훅
주먹으로 얼굴을 치는 기술이다.
챔프 피니시
델타트론의 필살기. 주먹으로 연속으로 치고 팔에 있는 장갑으로 적을 물리치는 기술이다.

### 또봇 태권K (자체 디자인)
또봇 탐험대와 극장판 또봇: 로봇군단의 습격에 등장하는 또봇으로 파일럿은 국수호이다.
태권 이단옆차기
이단 옆차기를 한다.
태권 가로차기
다리를 벌려차는 방식으로 발차기를 한다.
태권 올려막기
올려 막기를 한다.

### 또봇 카고 (기아 카니발3세대(2014년~2020년))
18기부터 녹원이의 삼촌인 표돌이 삼촌이 맡은 또봇. 태극권을 사용한다.
사기종임
이끌고 통제하여 중심을 무너뜨리고 공격한다.
이명대양
힘의 흐름을 감지하여 상대를 통제.
필사환사
상대의 공격을 흘리면서 동시에 타격.
귀화불향
상대의 공격을 분산시켜 공격을 허사로 만듦.
사냥발천근
작은 힘으로도 상대를 밀어낼 수 있다.
호버크래프트 모드
수륙 양용이 가능하다.

### 또봇 테라클 (자체 디자인)
18기부터 녹원이가 사용하는 트랙터 또봇이다.
테라 투스
테라클이 사용하는 따비 모양의 창을 사용한다.
테라 포스
테라 투스를 이용해서 상대를 가둔다. 상대를 옮길 수 있다.
태라 캐논
흙덩이를 발사하여 공격한다.

### 또봇 기가세븐 (기아 모닝2세대(2011년~2017년) +기아 뉴 쏘렌토 R(2009년~2014년) +기아 쏘울2세대(2014년~2019년) +기아 카니발3세대(2014년~2020년))
X, Y, Z, D, K, 카고, 테라클이 합체한 7단 합체 또봇.
페이탈 그래비티
필살기로 엄청난 크기의 태양 형태의 구체를 적에게 던지는 기술.
소울 블레이드
X자 모양의 검을 이용해 상대를 벤다.
윈드 버스터
부스터를 펼쳐 하늘로 날아오른다.
기가 팔콘
매 모양의 서포트 메카를 날려 장애물을 부순다.
플레임 스트라이크
마인드 파워로 손에서 파란색 불을 내뿜는 기술이다.

### 또봇 마하 W (자체 디자인)
오공이 업그레이드 시킨 W이다.
아이스 그리네이드
얼음으로 형성한 유탄을 발사하는 기술이다.
아이스 스톰
가슴에 달린 팬을 변형시켜 얼음 폭풍을 발사하는 기술이다.
아이스 게일
터빈에서 얼음 폭풍을 뿜어내 빠르게 날아간다.

## 악당 로봇, 악당들

### 옥디룩
엄청나게 뚱뚱한 악당.1기부터 19기까지 전부 등장.보통 악당들의 보좌관 역할.리모, 그는 왕소라, 왕훤빈,이씨 이사라는 악당을 보좌 했지만 마지막화에 떠난다. 희죽선생을 보고 싶어 한다.왕희빈 과 라이벌,이사팔이 애용한다.먹는걸 좋아함.마지막화에 희죽 선생과 재회해 떠난다.
메인빌런 이면서 최종보스 치고는 나름 해피엔딩

### 바봇(제로)
리모와 도운이 공동개발한 프로토타입의 또봇이다 결국 리모를 구하고 파괴되었으나 14기에 안젤라가 또봇 제로로 재탄생한다.(물론 또봇C와 오혜라,다른 경찰들이 리모가 악당계획을 다시 하는구나 생각하고 리모와 제로를 공격했다.도운도 그랬다.)

### 아크봇
리모를 구하고 파괴된 바봇의 설계도를 가지고 왕소라가 재탄생시킨 로봇이다.
장갑차 모드와 로봇 모드 모두 공격이 가능하다.
이 로봇의 힘은 또봇 X가 이겨내지 못할 정도로 강하다.
또봇 X의 왼손을 부수고 X Y를 잡아온 뒤 Y에게 바이러스를 심었다.
또봇의 인공지능이 복사된 뒤 왕소라의 명령대로 움직이며 총출력으로 빨간색이 된다. 그러나 도운이 하나두리에게 알려준 '소울에너지 스톰' 때문에 파괴된다.
기술설명
미사일 공격:미사일을 발사한다.
전기 감전:전류를 흘려 감전시킨다.
총출력:외양이 붉게 변하고 능력이 향상된다.

### 믹서봇(Mixerbot)
교도소로 후송 중인 그녀의 부하를 도주시키기 위해 왕소라가 보낸 로봇이다.
그녀는 또봇을 파괴하려고 했으나 결국엔 믹서봇이 파괴된다.
기술설명
시멘트 탄:맞으면 시멘트가 굳으면서 움직일 수 없고 무기도 사용할 수 없다.

### 쇼벨봇(Shovelbot)
또봇 에너지를 고갈시키기 위해 출동하였다.
믹서봇과 타이탄을 잡았으나 믹서봇과 같이 파괴된다.
기술설명
전기 주먹 펀치:전기가 흐르는 팔을 발사한다.
땅파기 공격:팔에 달린 포크 삽으로 땅을 파서 던진다.
유도탄 발사:정해진 목표물을 끝까지 쫓아가 폭발한다.

### 덤프봇(Dumpbot)
야구 선수처럼 야구공과 배트를 사용한다.
오공의 좀비바이러스에 감염된 또봇이 백신을 맞지 못하게 방해하다가 트라이탄의 슈퍼 펀치 한 방에 쓰러진다.
이후 아크니의 로봇 폐기실로 떨어진다.
기술설명
볼 피치:볼 피쳐를 사용해 괴물 야구공을 연속해서 마구 날린다.
미사일 공격:미사일을 발사해 공격한다.

### 킹카봇(Kingcarbot)
또봇에게 감사패를 전달하는 자리에 나타나서 공격했다. 거울을 자주 보며 머리 모양이 망가지는 것을 싫어한다.
"컴온 베이베"를 외치며 공격한다.
연이어 공격에 실패하자 왕소라의 로봇 분쇄기에 떨어진다.
기술설명
도끼 빗 공격:전류가 흐르는 도끼 빗을 날려 공격한다.
부메랑 빔 공격:거울을 사용해 빔을 발사한다.
전기 공격:전자 기타를 연주하면 강력한 전류가 발생하고 맞은 상대는 감전된다.

### 똥꾸봇
일명 똥차.
악취로 인해 주변에 파리 떼가 꼬인다.
똥을 발사하고 똥꾸봇 에볼루션이 된 후에는 엉덩이에서 불을 발사한다.
주 에너지원은 분뇨.
기술설명
분뇨 가스 발사:호스에서 구린내 나는 가스를 내뿜어 상대를 질식시킨다.
또봇의 쉴드도 통과한다.
분뇨 덩어리 발사:웩~ 소리가 나올 만큼 더러운 똥 덩어리를 상대에게 발사한다.
분뇨 공격을 당한 자리는 파리 떼가 들끊는다.
불 방구 샷:배기구에서 가스를 뿜어낸 후 라이터로 불을 붙여 공격한다.
엉덩이로 이름쓰기:엉덩이로 이름을 쓰면서 불방귀샷을 날린다.

### 옥토봇(Octobot)
훤빈의 작품으로 여러 개의 다리를 가져 12기에서는 어김떡순을 반대하는 사람들을 잡아왔다.
처음엔 R이 당겼을 때 뜯어질 정도로 약했으나 디룩이 천재가 됨으로써 티타늄 합금을 이용해 더욱 강해진다.
하지만 또봇들의 연이은 공격으로 폭발한다.
기술설명
다리 공격:8개의 긴 다리를 사용해 공격한다
풀 파워:힘을 최대로 끌어올린다.

### 왕지네봇
훤빈이 만든 로봇이며 평소엔 공장에서 일을하지만 48개의 지게차가 합쳐지면 지네같은 모습이 되기도 한다.
쿼트란의 초고열 용광로에 의해 최후를 맞는다.
기술설명
독침:독침을 맞으면 에너지가 방전된다.
드릴:다리 끝의 드릴을 돌려 공격한다.
전기 감전:꽃힌 독침에 전기를 흘려보내 감전시킨다.

### 랩터봇(Raptorbot)
왕소라가 만든 하늘을 나는 익룡을 닮은 로봇들.
결국, 또봇들이 악당 로봇을 물리치게 된다.

### 곱빼기 랩터봇
머리가 두개인 랩터봇.
한 머리는 불을, 다른 머리는 얼음을 뿜는다.

### 버그벅
1기에서 리모가 차들을 폭주시킬려고 만든 굼벵이형 로봇. 14기에 악당들이 리모에게 누명을 씌울려고 나왔다.

### 짜리탄
오공이 아픈 동생을 위해 만든 가짜 타이탄이였으나 디룩이 그걸 이용해 진짜 움직이는 로봇으로 만들어 온갖 나쁜 짓을 하고 다니며 타이탄에게 죄를 덮어 씌웠다. 트라이탄에게 당해 최후를 맞이했다.
기술설명
태풍스핀:폭풍스핀을 흉내 낸 공격.
사정없이 하이킥:시저스 킥을 흉내 낸 공격.
블랙 에너지 펀치:그린 에너지 펀치를 흉내 낸 공격.

### 싸이클롭스
X와 Y를 파괴한 로봇
코로나 렌즈를 장착하여 금속을 녹일 수 있다. 하지만 아크니가 자폭모드를 작동시켜 트라이탄이 슈퍼콤보로 강에 빠져서 자폭했다. 그러나 X랑 Y는 싸이클롭스에게 심각하게 파괴되었으나 Z만 파괴가 덜하여 복구될 수 있었다.
기술설명
코로나 빔:어떤 금속이든 녹일 수 있다.
자폭 모드:자신을 폭파해서 주변을 함께 파괴시킨다.(단 이것을 한번 사용하고 나면 싸이클롭스는 사라진다)

### 수색로봇(루카봇 스피카봇 스멜라봇)(다마스 2)
시즌 5기에서 쪼꼬봇과 노교수를 찾아 안경 렌즈를 찾기 위해 왕소라가 보낸 로봇들.

### 루카봇(Looker-bot)
기술설명
분신술:홀로그램으로 여러 개의 분신을 만들어 상대를 교란한다.
플래쉬 백:하이퍼 플래쉬를 사용해 상대의 눈을 순간적으로 멀게 만든다.

### 스피카봇(Speaker-bot)
기술설명
음성 변조:다른 사람의 목소리를 똑같이 흉내 낸다.

### 스멜라봇(Smeller-bot)
기술설명
가스 공격:악취를 내뿜는다.

### 타이런트 2
왕소라가 고등학교에 다닐때, 로봇 대결대회에서 만든로봇. 대회에서 대상을 받았다. 하지만 바이러스 때문에 폭발함.

### 트라이탄 2(아크타이런트2)
왕소라가 도운과 리모랑 함께 있을 때 같이 만들어 대도특별시를 파괴하는데 이용하지만 또봇들에게 파괴당한다.
트라이탄2로 만들어져 트라이탄의 기술을 더 강하게 사용할 수 있다.
마인드코어는 없으며 왕소라가 파일럿이다.
직접 타고 조종한다. 하지만 X.Y.Z.W가 마인드파워를 해서 그녀와 사망한다.
기술설명
레벨러:공을 이용해 공격한다.
하이퍼 콤보:트라이탄의 슈퍼콤보와 같지만 더 빠르고 강하다.
썬더 파워:강력한 자석의 힘으로 전기충격을 준다.

### 바이커봇
디룩을 형님으로 모신다.
컴퓨터처럼 전원이 꺼지거나 리부팅도 가능한 로봇이지만 사람처럼 밥을 먹고 움직인다.
2기의 검은 바이커봇은 왕소라가 증거를 없애려고 아크봇이 없엤다.쓰고 있는 헬멧으로 기분이나 상태를 보여준다.
기술설명
파일 전송:엉덩이에 똥침을 하면 파일을 전송하거나 전송받을 수 있다.
고추탄 발사:고추모양의 탄을 발사하여 매운 고춧가루를 공중에 퍼트린다.
버블 샷:비눗방울을 뿜어 상대를 미끄러지게 한다. 바이크로봇:자신이 타고있던 바이크를 로봇으로 변신할 수 있다

### 오방레인저스(五方Raingers)
이름의 모티브는 슈퍼전대.
안젤라가 만든 로봇으로 노란색(옐로봇)은 땅굴을 팔 수 있으며 X에게 당했고 파란색(블루봇)은 지팡이로 수비 및 공격을 하며 Z에게 당했고 하얀색(화이트봇)은 건물을 부술 때 사용하는 추로 공격하며 R에게 당했고 빨간색(레드봇)은 불 공격을 하며 Z에게 당했고 검은색(블랙봇)은 호스로 물검을 만들어 상대를 절단할 수 있으며 D에게 당했다.

### 어! 김떡순
분식을 파는 회사로 회장은 훤빈이다.
어! 김떡순에서 파는 음식은 부작용이 있는데 1단계때는 다리를 떨게되고 2단계때는 졸고, 3단계때는 이유없이 웃게된다.
<먹으면 배가 아프기도 한다>
이 현상은 '빈 파우더' 때문에 일어나는 것 같다.
(바이클론즈 2기에서 전시용이 어! 김떡순을 먹고 나서 배가 아팠고 또봇에서 오순경이 음식에 들어가는 빈 파우더를 먹고 나서 배 아파했다.)
대도시 아이들을 자신의 부하로 만들려고 계획한 작전으로 사용되었으나 주딩요와 또봇들에 의해 정체가 드러나 더 이상 장사를 하지 않게 되었다.
증거는 훤빈이 인멸하여 대도시 사람들은 훤빈이 어! 김떡순 회장이라는 것을 회사가 망한 이후에도 모르는 듯 하다.
(또봇 시즌중 어묵 김밥 떡볶이 순대라는 가사의 노래가있다.
어묵 김밥 떡볶이 순대의 앞글자를 따면 어! 김떡순이 된다.)
하지만 주딩요가 '대도 인터넷 신문'으로 기사를 써서 내보냈을 가능성도 배제할 수 없다.

### 왕소라 (아크니)
착각하지마, 너희가 엄마가 어딨어!!!}}
2기에서 첫 등장한 차도운과 권리모의 고등학교 친구. 그녀의 본명은 왕소라.8기에 그녀는 그녀만의 로보트를 만들어서 또봇들을 제거하려고 했는데, 아이들과 남자 고등학생이 막았다. 그녀는 여자 악당이다.
그녀는 그녀의 아버지의 부를 이용해 악당 일을 한다.
그녀는 그녀의 부하를 부려먹어 그에게 중국집 아르바이트를 하라고 지시하였는데,
그는 끝까지 그녀에게 반항하였다.

유언: 날 너같은 사람이랑 같은 레벨로 취급하지마!

### 왕훤빈
왕씨 회장의 조카.
왕소라의 사촌 동생. 자기의 회사를 설립한 후 어묵 김밥 떡볶이를 마약파우더로 만들어 아이들을 자신의 부하로 부려먹으려고 계획하였지만 또봇들이 막았다. 그는 결국 어김떡순 공장을 폭파시켰으며 그 뒤로는 죽은 것 같다.

### 최희죽
60대로 추정되는 노인.
그는 안젤라의 차량 폭주 사건을 뒤에서 조종하였다. 나중에, 그는 이씨 이사님에게 해고되었다.

### 봉금자(안젤라)
복싱 실력이 뛰어난 여자 악당이다. 그녀는 왕조연 회장의 딸인 왕소라에 이은 2번째 여자 악당이다.
그녀는 천사의 탈을 쓴 최악의 팜므파탈 악녀이다.
누군가가 해외투자는 위험하다고 그녀에게 경고했지만, 그녀는 결국 무시하였다.
그녀는 자기의 선배에게 누명을 씌웠다.

그녀는 또봇을 제거하려고 했다.

### 또권
디룩이 하나 두리 세모 딩요에게 나눠준 중독성게임.
하나, 두리, 세모, 딩요, 김네복이 게임에 중독되어서 게임속의 기술 '파워 엉덩이치기', '소닉딱밤', '스파이더 줄넘기', '큐티간지럼', '워터펭귄 뒷차기'를 사용하라고 강제로 또봇들에게 시키자 또봇들은 굉장히 민망해하며(x는하나에게 따졌고 z는 세모가 바보라고(악당로봇이)말해속상해했다.) 기술들을 사용했다.
나중에 도운과 리모 노교수가 만든 게임으로 다시 활용되었다.

### 엑스카봇
안젤라가 만든 로봇으로 5단 합체를 할 수 있으나 델타트론이 공격하여 최후를 맞는다.

### 철마봇기관차(鐵麻bot)
안젤라라는 여자 악당이 만든 기관차형 켄타우로스. 복싱모드가 있지만 델타트론에게 최후를 맞는다.

### 이사팔
15기부터 나온 악당.
그는 목소리가 굵고 마술사인 악당 왕희빈과 같이 다닌다. 고집이 센 남자.

### 왕희빈
15기부터 나온 악당.
이사팔의 부하로, 마술의 매직봇을 조종해 또봇과 맞싸우고 있다.눈치가 없어 이사팔에게 자주 혼난다.

### 체인봇
18기에 등장한 악당로봇,나무를 베는 로봇이다.

### 쇼벨봇 2
쇼벨봇의 2세기버전,18기에 등장한다.

### 불도우저봇
불도저형태의 로봇으로 델타트론이 물리친 18기에 등장한다.미식축구선수 같은 몸.

### 요새봇
19기에 등장한 로봇으로 기지형태의 로봇이다. 3단계로 변신을 할 수 있다

### M박사
19기에 등장한 악당으로써 애슬론에서는 총감독이다.
그는 왕조연 회장을 부려먹는다.

## 목소리 출연
- 하나/또봇 D/노마: 노영주

- 두리: 오유진

- 세모: 김난우,장하영

- 딩요: 최지우

- 수호: 윤민영

- 녹원: 소주현

- 오공, 초롱 오빠:함원진

- 디룩: 양수영, 정경훈, 박지훈

- 바이커봇 군단: 조호금, 이기호, 박지훈, 신경선

- 쪼꼬봇: 조헌윤, 선진태

- 또봇 Y: 강기영, 이기호, 신경선

- 또봇 Z: 이기호,신경선

- 표돌이, 또봇 R: 이기호

- 도운, 또봇 X, 타이탄, 트라이탄: 조호금, 하룡이

- 아크니(왕소라): 조선주, 정인지

- 안젤라: 문혜원(뷰렛)

- 오혜라: 서수연, 정인지

- 노교수: 박지훈

- 권리모: 김일권,신경선

- 또봇 W, 왕회장: 안현식

- 또봇 C, 델타트론, 왕희빈, 국관장: 안효민

- 또봇 ZERO, 쿼트란, 네옹의 아빠, 교도관: 설재근

- 또봇 테라클: 전재형

- 네복(네옹): 문태유

- 온달: 김지성, 고민정

- 딩요엄마: 김미진, 정인지

- 응우엔: 웬띠뚜엣란

- 훤빈: 하룡이

- 최희죽, 또봇 카고: 김동욱

- 일수: 신지환

- 유진: 김신영

- 이사팔/또봇 K/남해/기가세븐/설모리: 이현

- 송보송: 강기화

- 길억: 권세봉

- 경남: 이호승

- 닥터 M: 김영웅